# Rodrigo Laviņš
Rodrigo Laviņš, född 3 augusti 1974 i Riga, Lettiska SSR, Sovjetunionen är en lettisk professionell ishockeyspelare som spelar för Dinamo Riga i KHL. Han har tidigare spelat för AIK, Brynäs IF och Södertälje SK i Elitserien.
Rodrigo spelade bra i Brynäs och blev publikfavorit.[källa behövs]
Rodrigo Laviņš anslöt till Södertälje SK i november 2007 från ryska ligan och spelade resten av säsongen 2007–08 i Södertälje Sportklubb.
Laviņš har också spelat nio VM-turneringar samt två OS-turneringar för Lettland.